# Slaget vid Thames
Slaget vid Thames, också känt som Slaget vid Moraviantown, var en avgörande amerikansk seger i 1812 års krig mot Storbritannien. Det ägde rum den 5 oktober 1813, nära dagens Chatham, Ontario i Övre Kanada. Det resulterade i Shawneehövdingen Tecumsehs död och förstörelsen av den stamkoalition som han ledde.

## Bakgrund
Under de sista månaderna av 1812 och under större delen av 1813, försökte den amerikanska nordvästra armén under William Henry Harrison återta Detroit och inta Fort Amherstburg vid Amherstburg från den brittiska armén i Övre Kanada, vilket leddes av Generalmajor Henry Procter.
Den brittiska ställningen var beroende av att herraväldet över Eriesjön behölls. Den glest befolkade regionen producerade en otillräcklig skörd och mängd boskap för att kunna underhålla Procters trupper, matroserna på de brittiska fartygen och framför allt det stora antalet krigare och deras familjer som samlats vid Amherstburg under Tecumseh. Matleveranser behövde fraktas till dem av fartyg på sjön. Dessutom riskerade Procter att skäras av från förstärkning österifrån om amerikanerna övertog kontrollen över Eriesjön. Genom förlusten den 10 september i slaget på Eriesjön mellan amerikanen Oliver Hazard Perry och britten Robert Barclay förlorades kontrollen till amerikanerna, vilket tvingade Procter till en reträtt från Fort Amherstburg.
Reträtten inleddes den 27 september längs floden Thames och stannade upp vid Moraviantown, en bosättning med de Lenni Lenape som emigrerat norrut från USA.

## Slaget
Den 5 oktober inledde Procter med att beordra sina trupper att dra sig tillbaka ytterligare 3 kilometer. Därefter ställde Procter upp de brittiska reguljära trupperna för strid, understödda av en ensam kanon. Inga åtgärder vidtogs av Procter för att befästa positionen, som att exempelvis lägga upp jordvallar. Tecumseh intog en position med sina krigare till höger om britterna för att kunna falla in i amerikanernas flank.
De beridna amerikanerna inledde en frontal attack mot britterna och lyckades bryta igenom. Procter flydde med 250 av sina män, medan resterande gav upp. Tecumseh fortsatte dock striden, tills nyheten om Tecumsehs död spred sig och det fortsatta motståndet bröt samman.